# Roaillan
Roaillan est une commune du Sud-Ouest de la France, située dans le département de la Gironde, en région Nouvelle-Aquitaine.

## Géographie

### Localisation
Commune de l'aire d'attraction de Bordeaux située dans le vignoble des Graves, la commune se trouve, par la route, à 50 km au sud-est de Bordeaux, chef-lieu du département, et à 7,5 km au sud de Langon, chef-lieu d'arrondissement et de canton.

### Communes limitrophes
Les communes limitrophes en sont Langon à l'extrême nord-est, Mazères à l'est, Le Nizan au sud, Noaillan au sud-ouest en quadripoint (point de la surface de la Terre où quatre frontières différentes se rejoignent), Léogeats à l'ouest et Fargues au nord-ouest.
| Fargues                                  |          | Langon  |
| Léogeats                                 | Roaillan | Mazères |
| {\displaystyle +} (quadripoint) Noaillan | Le Nizan |         |

### Climat
Pour des articles plus généraux, voir Climat de la Nouvelle-Aquitaine et Climat de la Gironde.
Historiquement, la commune est exposée à un climat océanique aquitain.  
En 2020, Météo-France publie une typologie des climats de la France métropolitaine dans laquelle la commune est exposée à un climat océanique et est dans la région climatique  Aquitaine, Gascogne, caractérisée par une pluviométrie abondante au printemps, modérée en automne, un faible ensoleillement au printemps, un été chaud (19,5 °C), des vents faibles, des brouillards fréquents en automne et en hiver et des orages fréquents en été (15 à 20 jours).
Pour la période 1971-2000, la température annuelle moyenne est de 12,7 °C, avec une amplitude thermique annuelle de 14,9 °C. Le cumul annuel moyen de précipitations est de 869 mm, avec 11,7 jours de précipitations en janvier et 6,9 jours en juillet. Pour la période 1991-2020, la température moyenne annuelle observée sur la station météorologique la plus proche, située sur la commune de Sauternes à 6,04 km à vol d'oiseau, est de 0,0 °C et le cumul annuel moyen de précipitations est de 0,0 mm,. Pour l'avenir, les paramètres climatiques de la commune estimés pour 2050 selon différents scénarios d'émission de gaz à effet de serre sont consultables sur un site dédié publié par Météo-France en novembre 2022.

## Urbanisme

### Typologie
Au 1er janvier 2024, Roaillan est catégorisée bourg rural, selon la nouvelle grille communale de densité à sept niveaux définie par l'Insee en 2022.
Elle est située hors unité urbaine. Par ailleurs la commune fait partie de l'aire d'attraction de Bordeaux, dont elle est une commune de la couronne,. Cette aire, qui regroupe 275 communes, est catégorisée dans les aires de 700 000 habitants ou plus (hors Paris),.

### Occupation des sols

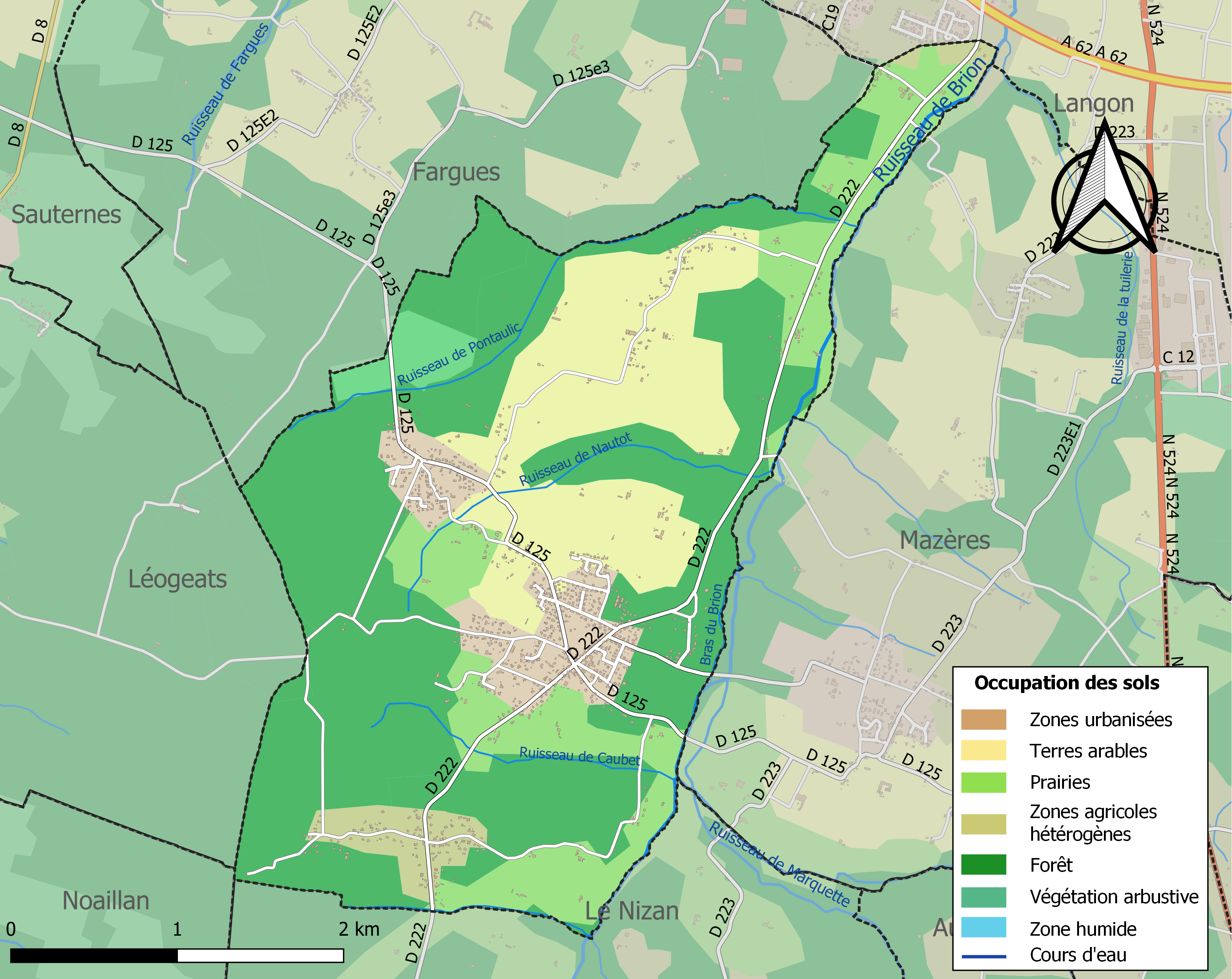
Carte des infrastructures et de l'occupation des sols de la commune en 2018 (CLC).

L'occupation des sols de la commune, telle qu'elle ressort de la base de données européenne d’occupation biophysique des sols Corine Land Cover (CLC), est marquée par l'importance des forêts et milieux semi-naturels (52,5 % en 2018), en diminution par rapport à 1990 (56,7 %). La répartition détaillée en 2018 est la suivante : 
forêts (50,4 %), cultures permanentes (19,8 %), prairies (17 %), zones urbanisées (7,3 %), zones agricoles hétérogènes (3,4 %), milieux à végétation arbustive et/ou herbacée (2,1 %). L'évolution de l’occupation des sols de la commune et de ses infrastructures peut être observée sur les différentes représentations cartographiques du territoire : la carte de Cassini (XVIIIe siècle), la carte d'état-major (1820-1866) et les cartes ou photos aériennes de l'IGN pour la période actuelle (1950 à aujourd'hui).

### Voies de communication et transports
Le territoire communal et le bourg sont traversés, d'une part, par la route départementale D 222 qui mène vers le nord à Langon et vers le sud à la route départementale D 3 (Bazas-Villandraut) et à Uzeste et d'autre part, par la route départementale D 125 qui mène vers le nord-ouest à Sauternes et vers le sud-est à Mazères et à la route départementale D 932 (Langon-Captieux et route nationale 524).

L'accès à l'autoroute A62 (Bordeaux-Toulouse) le plus proche est le no 3, dit de Langon, distant de 6,3 km vers le nord-est.

L'accès no 1, dit de Bazas, à l'autoroute A65 (Langon-Pau) se situe à 10,3 km vers le sud-est.
La gare SNCF la plus proche est celle, distante de 7,7 km vers le nord, de Langon sur la Bordeaux-Sète du TER Nouvelle-Aquitaine.

### Risques majeurs
Le territoire de la commune de Roaillan est vulnérable à différents aléas naturels : météorologiques (tempête, orage, neige, grand froid, canicule ou sécheresse), feux de forêts, mouvements de terrains et séisme (sismicité très faible). Un site publié par le BRGM permet d'évaluer simplement et rapidement les risques d'un bien localisé soit par son adresse soit par le numéro de sa parcelle.
Roaillan est exposée au risque de feu de forêt. Depuis le 20 avril 2016, les départements de la Gironde, des Landes et de Lot-et-Garonne disposent d’un règlement interdépartemental de protection de la forêt contre les incendies. Ce règlement vise à mieux prévenir les incendies de forêt, à faciliter les interventions des services et à limiter les conséquences, que ce soit par le débroussaillement, la limitation de l’apport du feu ou la réglementation des activités en forêt. Il définit en particulier cinq niveaux de vigilance croissants auxquels sont associés différentes mesures,.
Les mouvements de terrains susceptibles de se produire sur la commune sont des tassements différentiels.

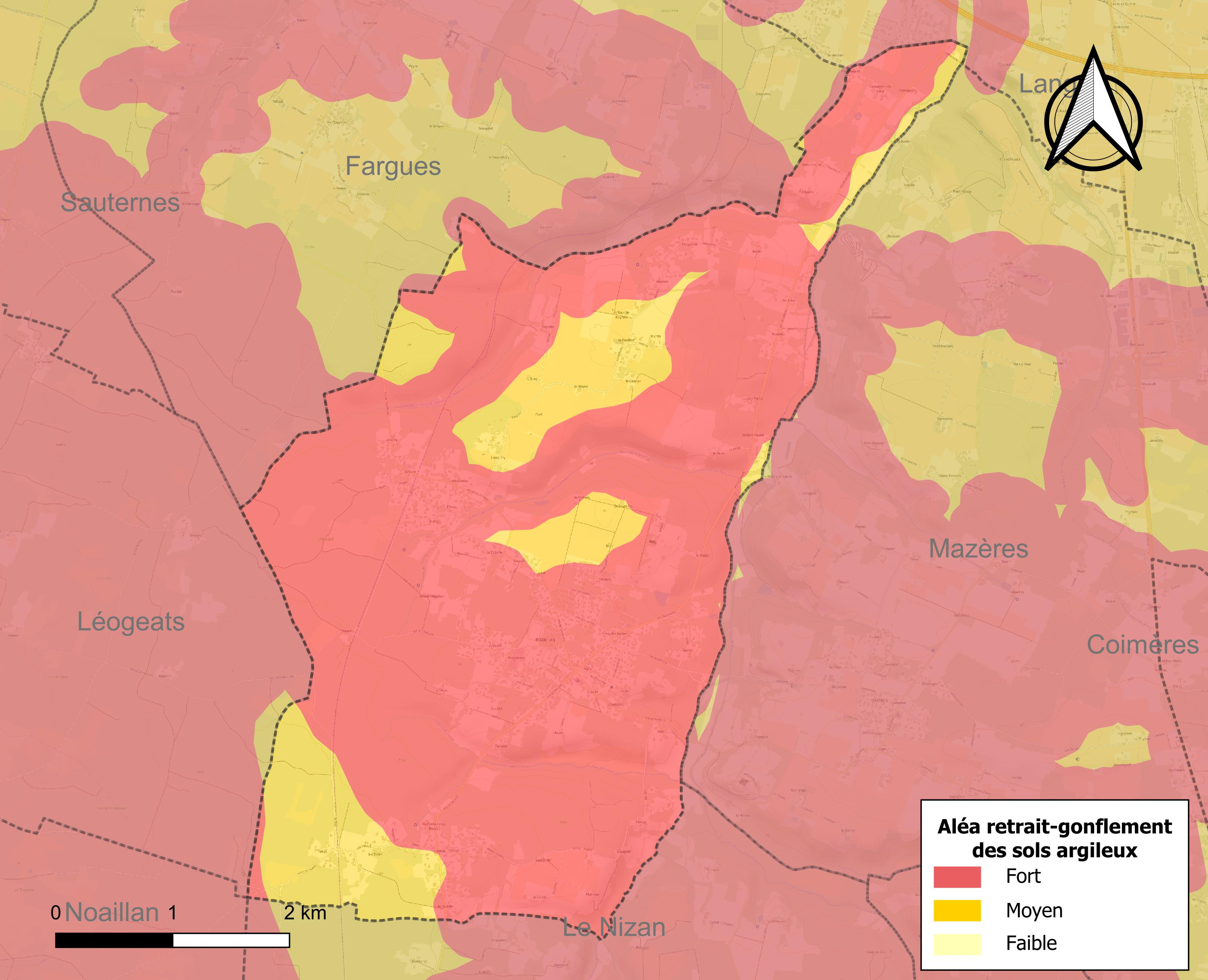
Carte des zones d'aléa retrait-gonflement des sols argileux de Roaillan.

Le retrait-gonflement des sols argileux est susceptible d'engendrer des dommages importants aux bâtiments en cas d’alternance de périodes de sécheresse et de pluie. La totalité de la commune est en aléa moyen ou fort (67,4 % au niveau départemental et 48,5 % au niveau national). Sur les 695 bâtiments dénombrés sur la commune en 2019, 695 sont en aléa moyen ou fort, soit 100 %, à comparer aux 84 % au niveau départemental et 54 % au niveau national. Une cartographie de l'exposition du territoire national au retrait gonflement des sols argileux est disponible sur le site du BRGM,.
La commune a été reconnue en état de catastrophe naturelle au titre des dommages causés par les inondations et coulées de boue survenues en 1982, 1991, 1999, 2009, 2013 et 2020. Concernant les mouvements de terrains, la commune a été reconnue en état de catastrophe naturelle au titre des dommages causés par la sécheresse en 1990, 2002, 2003, 2005, 2009, 2011, 2015 et 2017 et par des mouvements de terrain en 1999 et 2001.

## Toponymie
Le nom de la commune pourrait venir d'un patronyme gallo-romain comme Rotalus ou Rubellius.
En gascon, le nom de la commune est Roalhan.

## Histoire
À la Révolution, la paroisse Saint-Saturnin de Roaillan forme la commune de Roaillan.

## Politique et administration

### Liste des maires
| Période                                  | Période   | Identité             | Étiquette | Qualité                                                                     |
| ---------------------------------------- | --------- | -------------------- | --------- | --------------------------------------------------------------------------- |
| 1968                                     | 1971      | Pierre Lagardère     |           |                                                                             |
| mars 1971                                | mars 1983 | Guy Lalanne          |           |                                                                             |
| mars 1983                                | mars 2001 | Claude Larriaut      |           |                                                                             |
| mars 2001                                | En cours  | Jean-François Tauzin | PS        | Retraité Fonction publique 6e vice-président de la CC du Sud Gironde (2014) |
| Les données manquantes sont à compléter. |           |                      |           |                                                                             |

### Intercommunalité
Le 1er janvier 2014, la communauté de communes du Pays de Langon ayant été supprimée, la commune de Roaillan s'est retrouvée intégrée à la communauté de communes du Sud Gironde siégeant à Mazères.

## Démographie
Les habitants sont appelés les Roaillannais.
L'évolution du nombre d'habitants est connue à travers les recensements de la population effectués dans la commune depuis 1793. Pour les communes de moins de 10 000 habitants, une enquête de recensement portant sur toute la population est réalisée tous les cinq ans, les populations de référence des années intermédiaires étant quant à elles estimées par interpolation ou extrapolation. Pour la commune, le premier recensement exhaustif entrant dans le cadre du nouveau dispositif a été réalisé en 2007.

En 2022, la commune comptait 1 793 habitants, en évolution de +7,56 % par rapport à 2016 (Gironde : +6,91 %, France hors Mayotte : +2,11 %).
| 1793 | 1800 | 1806 | 1821 | 1831 | 1836 | 1841 | 1846 | 1851 |
| ---- | ---- | ---- | ---- | ---- | ---- | ---- | ---- | ---- |
| 560  | 391  | 435  | 453  | 484  | 535  | 524  | 540  | 517  |

| 1856 | 1861 | 1866 | 1872 | 1876 | 1881 | 1886 | 1891 | 1896 |
| ---- | ---- | ---- | ---- | ---- | ---- | ---- | ---- | ---- |
| 550  | 524  | 529  | 509  | 524  | 536  | 504  | 523  | 513  |

| 1901 | 1906 | 1911 | 1921 | 1926 | 1931 | 1936 | 1946 | 1954 |
| ---- | ---- | ---- | ---- | ---- | ---- | ---- | ---- | ---- |
| 505  | 514  | 477  | 419  | 408  | 384  | 392  | 398  | 340  |

| 1962 | 1968 | 1975 | 1982 | 1990 | 1999 | 2006  | 2007  | 2012  |
| ---- | ---- | ---- | ---- | ---- | ---- | ----- | ----- | ----- |
| 379  | 350  | 328  | 487  | 647  | 840  | 1 096 | 1 132 | 1 481 |

| 2017  | 2022  | - | - | - | - | - | - | - |
| ----- | ----- | - | - | - | - | - | - | - |
| 1 700 | 1 793 | - | - | - | - | - | - | - |

## Culture locale et patrimoine

### Lieux et monuments
- L'église Saint-Louis est un édifice érigé au XVe siècle dans le plus pur style roman, qui a conservé l'abside semi-circulaire et ses absidioles de l'époque et dont la façade et le clocher ont été rebâtis au XIXe siècle ; il a été inscrit au titre des monuments historiques en 1925 pour l'abside et l'absidiole sud[31].
- Château de Respide, construit au milieu du XIXe siècle et de ses vignobles.

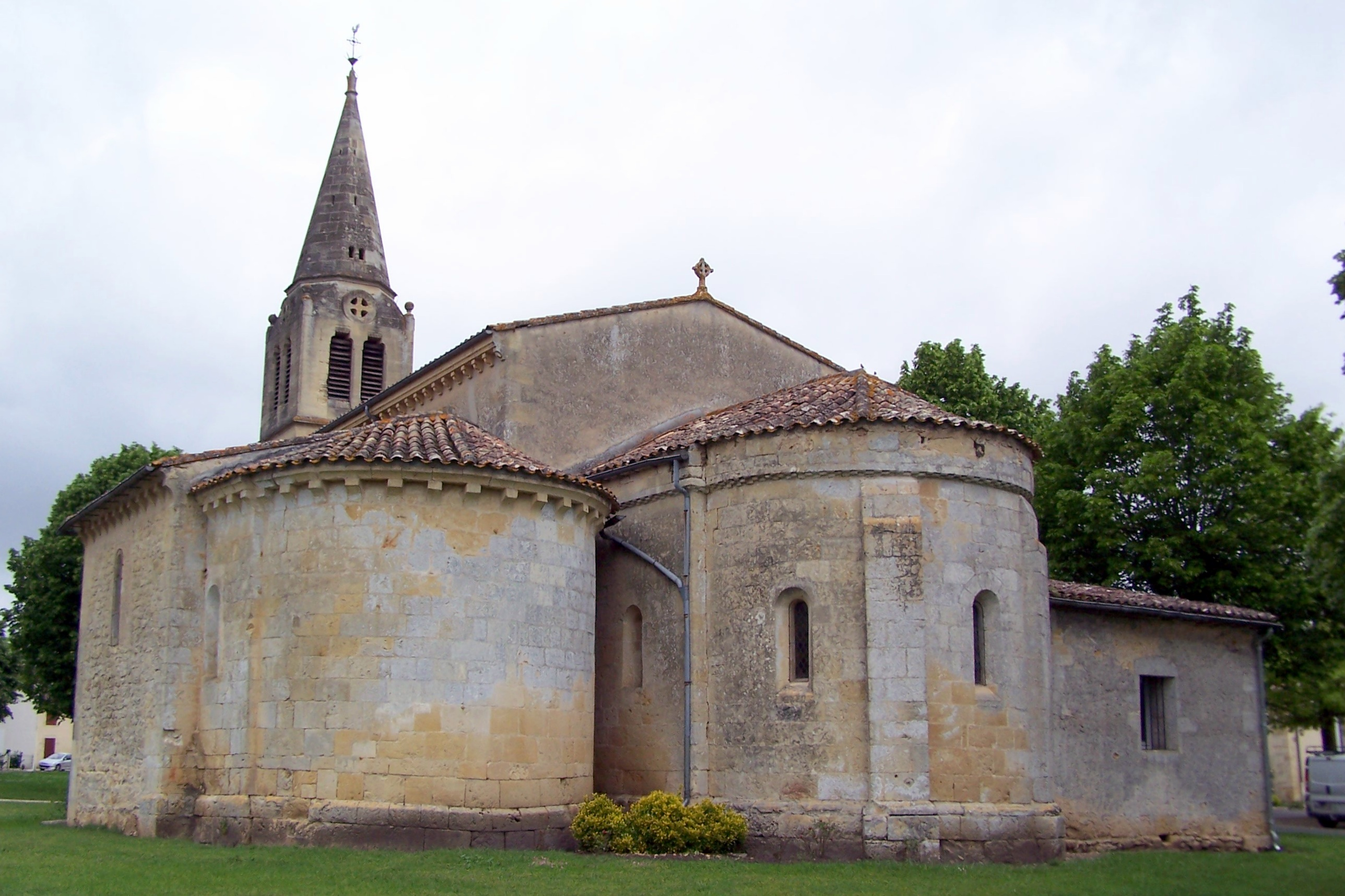
Chevet et absidioles de l'église Saint-Louis (mai 2012).
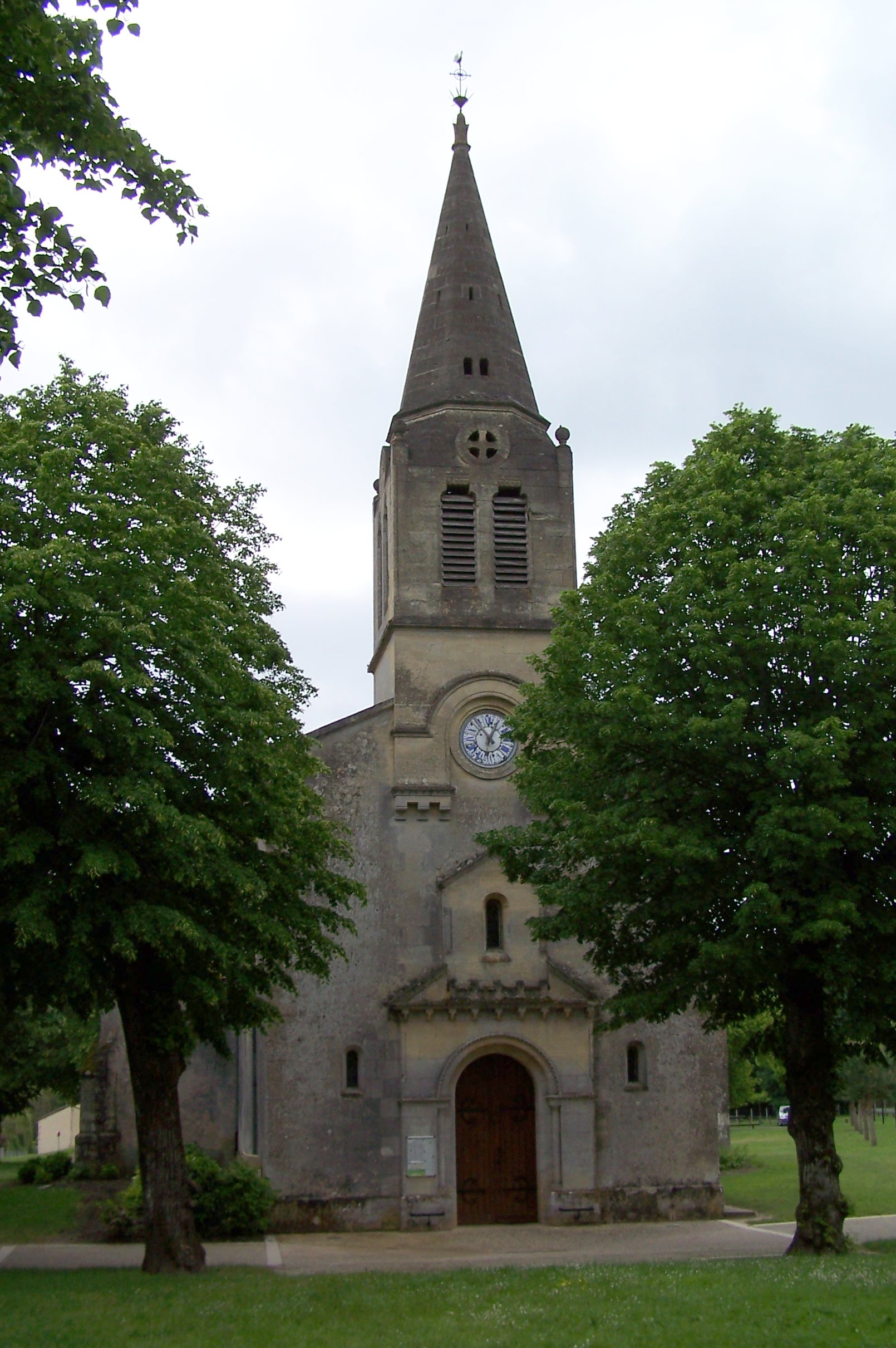
Façade est de l'église (mai 2012).
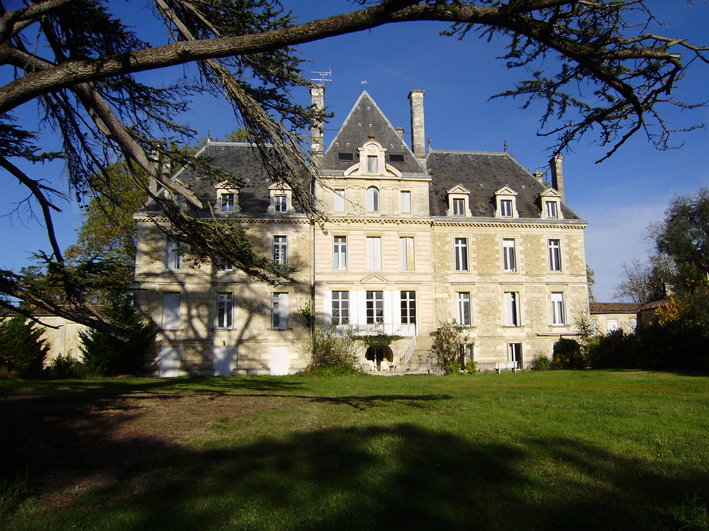
Le château de Respide (octobre 2008).
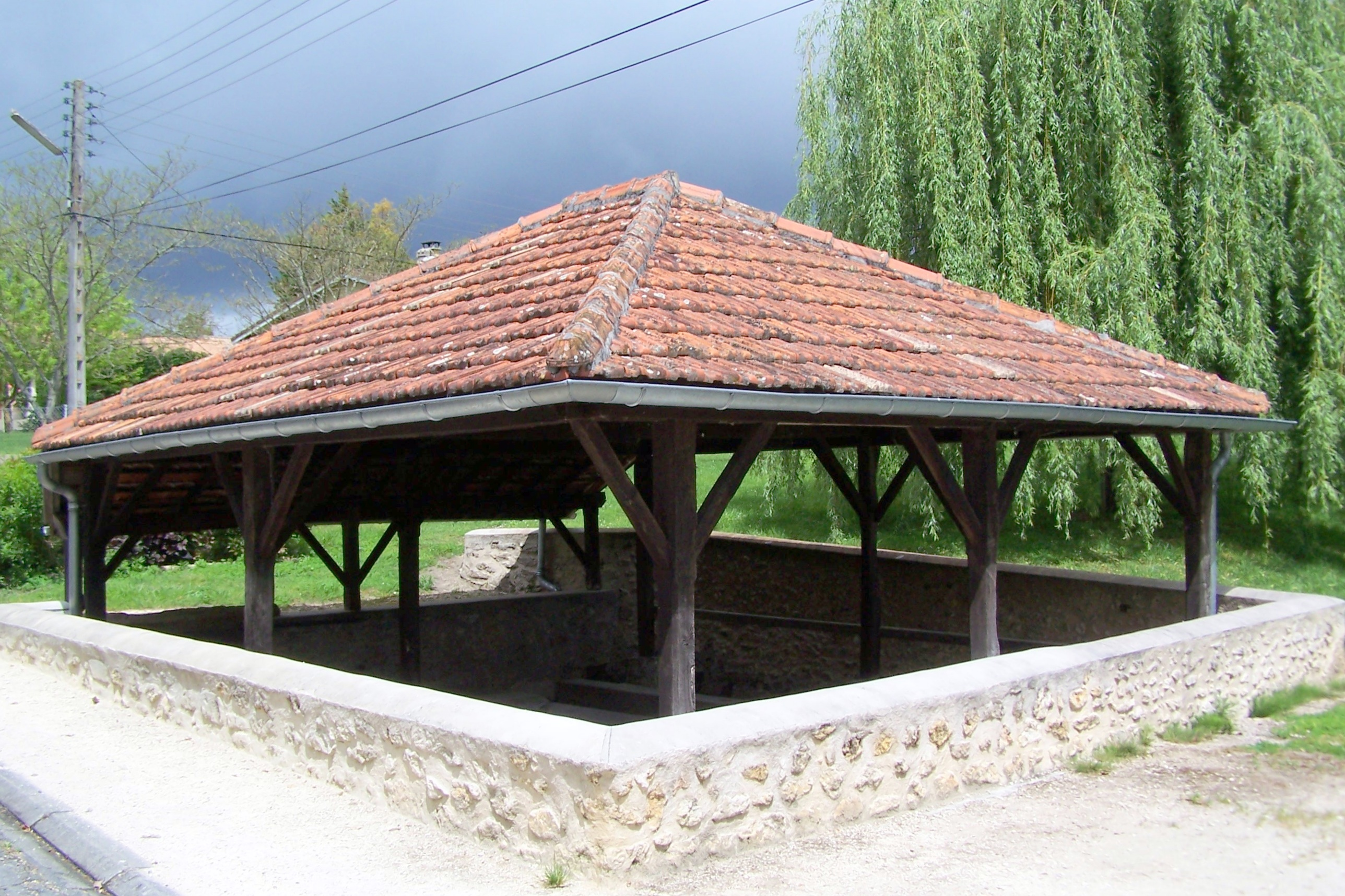
Lavoir dans le village (mai 2012).
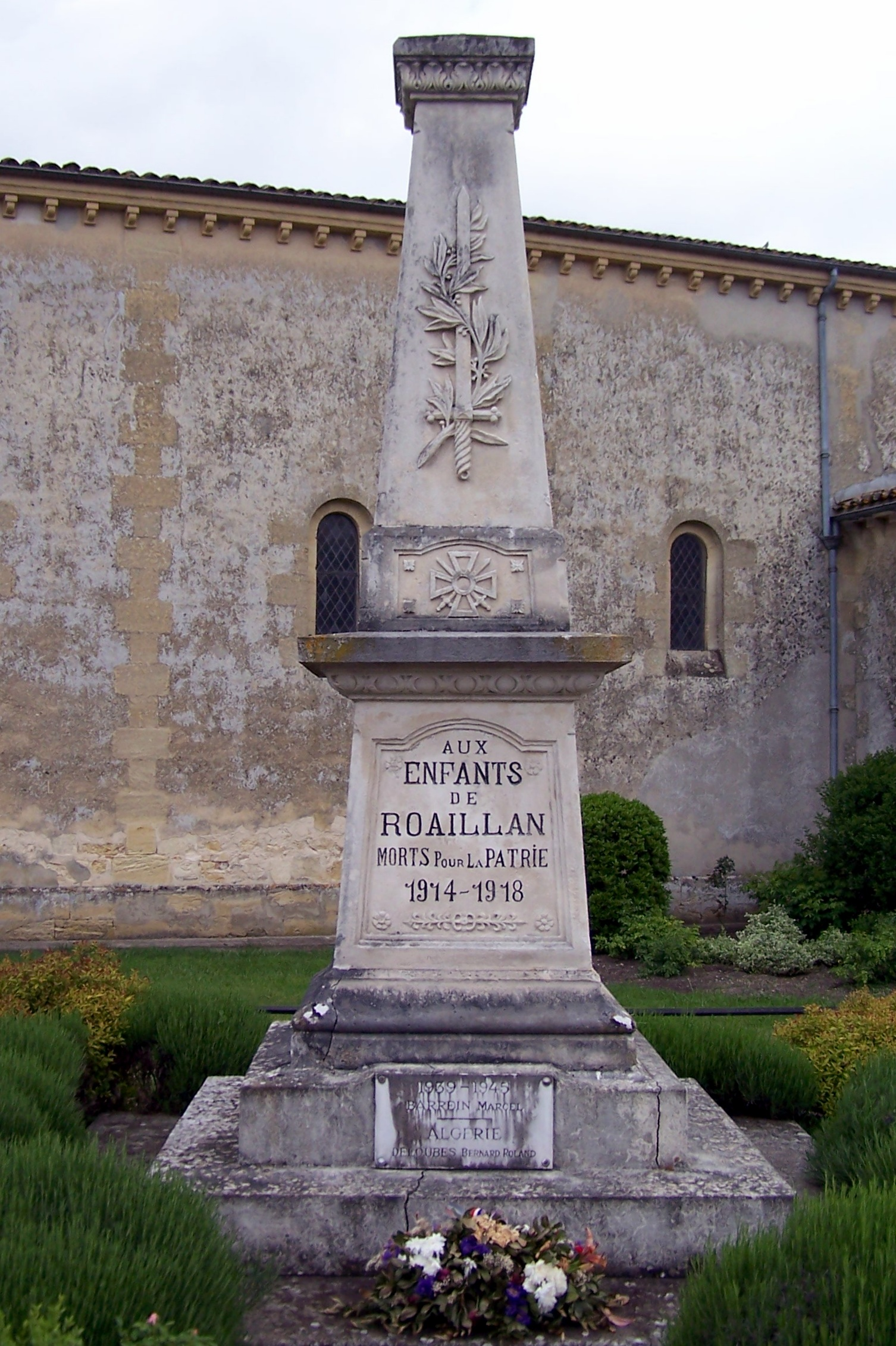
Le monument aux morts près de l'église (mai 2012).